# 宮林謙吉
宮林 謙吉（みやばやし けんきち、1967年1月 - ）は、日本の物理学者。専門は高エネルギー実験物理学。学位は、博士（理学）（名古屋大学・論文博士・1994年）。奈良女子大学理学部物理科学科教授。

## 研究分野
主な研究分野は、高エネルギー実験物理学。ベル実験に参加し、非対称電子・陽電子コライダー、BファクトリーによるB中間子の崩壊におけるCP非保存の研究に携わっている。B中間子のチャーモニウム崩壊の研究を主導している。

## 略歴
- 1985年 - 愛知県立千種高等学校卒業
- 1994年 - 名古屋大学理学研究科物理学専攻博士課程を中退、名古屋大学にて理学の論文博士を取得
- 1994年 - 奈良女子大学理学部助手
- 1998年 - 奈良女子大学理学部助教授
- 2016年 - 奈良女子大学理学部教授